# Xã Pontiac, Quận Livingston, Illinois
Xã Pontiac (tiếng Anh: Pontiac Township) là một xã thuộc quận Livingston, tiểu bang Illinois, Hoa Kỳ. Năm 2010, dân số của xã này là 13.049 người.